# Tablas iljaníes
Las Tablas iljaníes o ilkánicas (en persa: زیجِ ایلخانی‎, Zīj-i Īlkhānī) son un libro del siglo XIII, escrito en persa y luego traducido al árabe, con tablas astronómicas de los movimientos planetarios. Estas tablas fueron compiladas, junto con otros astrónomos, por el científico persa Nasir al-Din al-Tusi en el observatorio de Maraghe (actual Irán). Reciben su nombre por estar dedicadas a los iljaníes, gobernantes del Ilkanato, que hicieron de mecenas de la obra.

## Contenido
El libro contiene tablas para calcular las posiciones de los planetas y los nombres de las estrellas. Incluyó datos derivados de las observaciones realizadas durante doce años en el observatorio de Maraghe, completadas en 1272. Las posiciones planetarias de las Zīj-i Īlkhānī, derivadas de las Zijs de Ibn Al-Alam y Ibn Yunus, fueron criticadas más tarde por astrónomos, como Shams al-Din Muhammad al-Wabkanawi y Rukn al-Dín al-Amuli, por sus errores.
Las Tablas iljaníes establecieron la precesión de los equinoccios en 51 segundos sexagesimales por año, lo cual está muy cerca del valor moderno de 50,2 segundos sexagesimales. El libro también describe un método de interpolación entre las posiciones observadas que en términos modernos pueden ser descrito como un esquema de interpolación de segundo orden.

## Historia

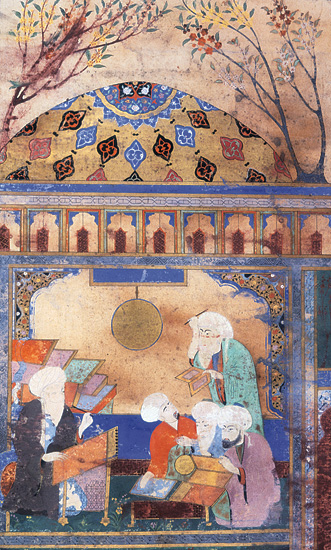
Ilustración de una obra de 1562 mostrando a Nasir al-Din al-Tusi junto a otros astrónomos en el observatorio de Maraghe (Persia).

Hulagu Kan creía que muchos de sus éxitos militares se debían al consejo de los astrónomos (que también eran astrólogos), especialmente de Nasir al-Din al-Tusi. Por lo tanto, cuando Tusi se quejó de que sus tablas astronómicas tenían 250 años, Hulagu le dio permiso para construir un nuevo observatorio en el lugar que eligiera (Tusi eligió Maraghe). Otros astrónomos destacados trabajaron con Tusi allí, incluyendo a Muhyi al-Din al-Maghribi, a Qutb al-Din al-Shirazi, a Mu'ayyid al-Din al-'Urdi de Damasco y al astrónomo chino Fao Munji cuya experiencia en la astronomía china trajo mejoras al sistema ptolemaico usado por Tusi (influencias del sistema chino se pueden ver en las Tablas iljaníes). Las tablas fueron publicadas durante el reinado de Abaqa Kan, el hijo de Hulagu, que se convirtió en el patrón del observatorio. Fueron populares hasta el siglo XV.
Algunas tablas astronómicas islámicas como el Zij-i Al-`Ala'i de Abd-Al-Karim al-Fahhad y el Zij al-Sanjari de Khazini fueron traducidas al griego bizantino por Gregorio Choniades y estudiadas en el Imperio bizantino. Choniades había sido alumno de Shams ad-Din al-Bukhari, que había trabajado en el famoso observatorio de Maraghe después de la muerte de Tusi.